# Randilella
Randilella is een geslacht van hooiwagens uit de familie Trionyxellidae.
De wetenschappelijke naam Randilella is voor het eerst geldig gepubliceerd door Lawrence in 1963. 

## Soorten
Randilella is monotypisch en omvat slechts de volgende soort:
- Randilella transvaalensis